# Edward Noort
Edward Noort (* 10. Mai 1944 in Haarlem) ist ein niederländischer reformierter Theologe.

## Leben
Edward Noort studierte von 1963 bis 1969 an der Vrije Universiteit Amsterdam und am Reformierten Theologischen Seminar Kampen (Theologie) sowie von 1969 bis 1973 an der Universität Göttingen (Semitische Sprachen, Archäologie des Nahen Ostens, Altes Testament). 1971 legte er die akademischen Prüfungen in den Niederlanden (Kampen) ab; Prüfungen für die Funktion des Seelsorgers in den Gereformeerde Kerken in Nederland. Von 1971 bis 1973 war Noort Seelsorger der reformierten Kirche in Göttingen. Von 1973 bis 1975 war er akademischer Tutor der Theologischen Fakultät der Universität Göttingen. Nach der Promotion 1975 an der Universität Göttingen (Betreuer Walther Zimmerli - magna cum laude) war er von 1975 bis 1979 Assistent und Ausbilder für Altes Testament und Archäologie in Palästina, Theologische Fakultät, Universität Göttingen und Stiftsinspektor des Theologischen Stiftes Göttingen. Von 1974 bis 1977 war Noort Sekretär des Kongresses der Internationalen Organisation zur Erforschung des Alten Testaments, Göttingen 1977. Von 1978 bis 1979 lehrte er als Gastprofessor für Archäologie in Palästina an der Universität Hamburg. Von 1979 bis 1989 war er Professor für Altes Testament, Reformiertes Theologisches Seminar, Kampen. Von 1989 bis 1993 lehrte er als Professor für Altes Testament und Archäologie in Palästina, Theologische Fakultät in Hamburg. Von 1990 bis 1991 hielt er Lehrkurse am Deutschen Evangelischen Institut für Altertumswissenschaft des Heiligen Landes. Von 1995 bis 1996 war er Visiting Professor am United Theological College in Bangalore. 1998 war er Gastprofessor am Princeton Theological Seminary. Seit 1993 lehrt Noort als Professor für Althebräische Literatur und Religionsgeschichte des alten Israel, Theologische Fakultät und Religionswissenschaftliche Fakultät an der Universität Groningen. Von 2005 bis 2008 war er Dekan der Fakultät für Theologie und Religionswissenschaft (Groningen). Von 2006 bis 2011 war er Professor Extraordinaire Universität Stellenbosch. 2009 wurde er Honorarprofessor für antike hebräische Literatur und Geschichte des alten Israel, Fakultät für Theologie und Religionswissenschaft, Universität Groningen.

## Auszeichnungen
- 1998 Mitglied der Koninklijke Nederlandse Akademie van Wetenschappen
- 2009 Ritter des Ordens vom Niederländischen Löwen
- 2009 Mitglied der Koninklijke Hollandsche Maatschappij der Wetenschappen
- 2011 Mitglied der Academia Europaea[1]

## Schriften (Auswahl)
- Untersuchungen zum Gottesbescheid in Mari. Die „Mariprophetie“ in der alttestamentlichen Forschung (= Alter Orient und Altes Testament Band 202). Butzon und Bercker, Kevelaer 1977, ISBN 3-7666-9002-7 (zugleich Dissertation, Göttingen 1975).
- Biblisch-archäologische Hermeneutik und alttestamentliche Exegese. Rede uitgesproken bij de aanvaarding van het ambt van hoogleraar aan de Theologische Hogeschool te Kampen op vrijdag 12 oktober 1979 (= Serie Kamper cahiers Band 39). Kok, Kampen 1979, ISBN 90-242-0523-9.
- Israël en de westelijke Jordaanoever. Een werkboek voor Palestinareizigers. Kok, Kampen 1983, ISBN 90-242-0720-7.
- Das Buch Josua. Forschungsgeschichte und Problemfelder (= Erträge der Forschung Band 292). Wissenschaftliche Buchgesellschaft, Darmstadt 1998, ISBN 3-534-02827-9.
- Die Seevölker in Palästina. Kok, Kampen 1994, ISBN 90-390-0012-3 Google Books.